# 白色清真寺
白色清真寺是以色列拿撒勒最古老的清真寺，位于拿撒勒的老集市中心的清真寺区Harat Alghama。这是一座在该市常见的奥斯曼建筑，有铅笔状的叫拜楼、奶油色的墙壁和绿色的穹顶。 
白色清真寺建于18世纪下半叶，由埃及统治者苏莱曼帕夏资助。该清真寺完成于1804-1808年，第一任管理者Sheikh Abdullah葬在清真寺院内。此后一直由al-Fahoum家族管理。 
该清真寺平日约有100 -200 人进寺祈祷，星期五有2,000-3,000 人参加。
该清真寺服务于拿撒勒的穆斯林，向年轻人提供宗教课程，并设有一个博物馆，展出拿撒勒的历史档案。